# Thomas Maier (Politiker, 1975)

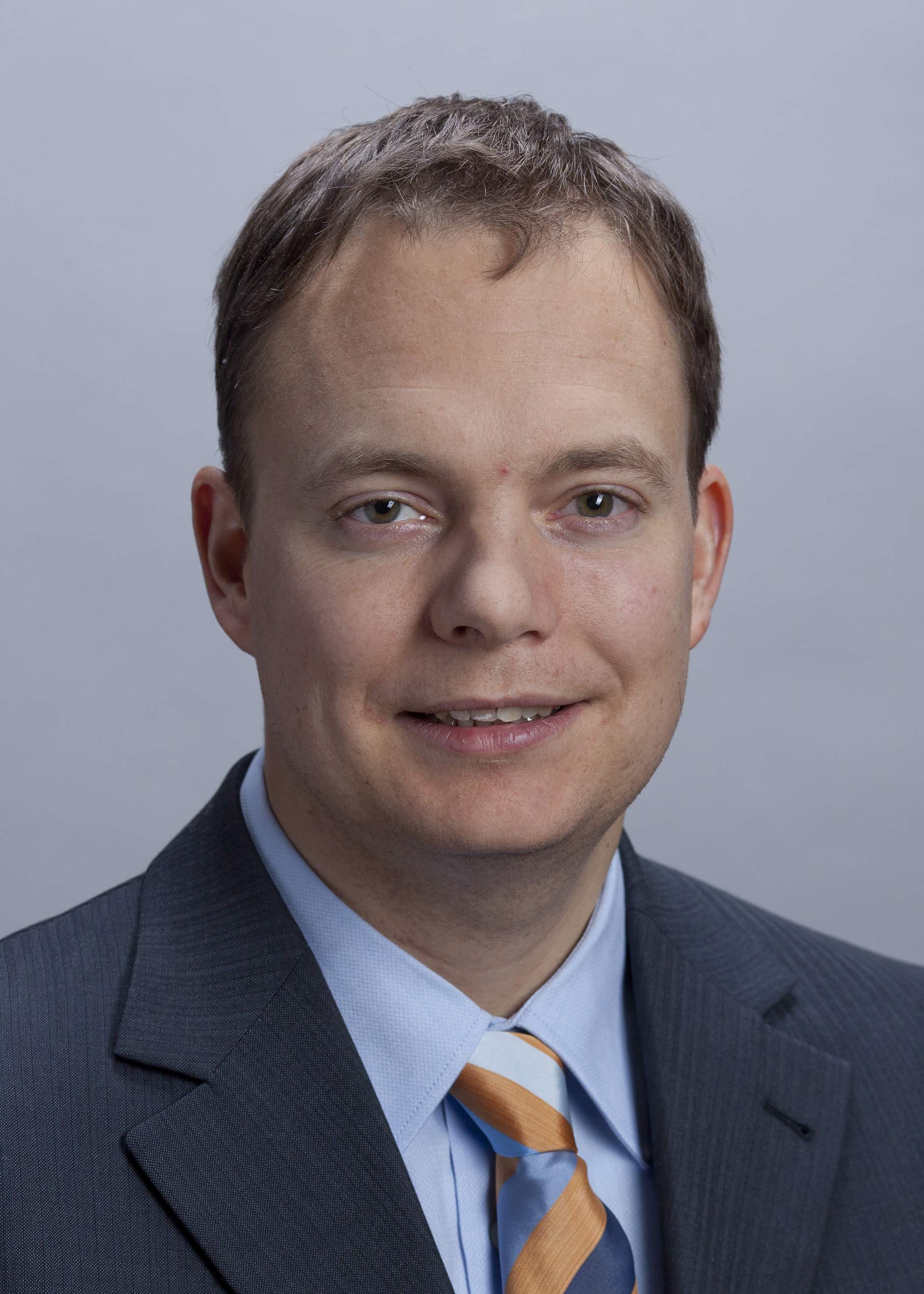
Thomas Maier (2011)

Thomas Maier (* 1. August 1975 in Adliswil) ist ein Schweizer Politiker (GLP).

## Biografie

### Ausbildung und Beruf
Maier bestand 1994 die Matura Typus C an der Kantonsschule Zürcher Oberland. Danach studierte er an der ETH Zürich Physik mit Schwerpunktsetzung in Experimentalphysik und erhielt 2001 das Diplom. Ebenfalls 2001 schloss er einen Didaktiklehrgang als Dozent an der Technikerschule Uster ab. Seither arbeitet er bei der Zürcher Kantonalbank als Teamleiter Operations Unix Systeme und absolviert unternehmensinterne Fortbildungen in den Bereichen Unix, Methodik und Führung.

### Politischer Werdegang
- 1990–2002: Mitglied der Jugendkommission Dübendorf
- 1996–2008: Präsident GLP Bezirk Uster
- Seit 1998: Mitglied des Gemeinderates der Stadt Dübendorf und der KRL (Kommission für Raumplanung und Landgeschäfte), seit 2006 als deren Präsident
- 2003/2004: Präsident des Gemeinderates
- 2004–2012: Mitglied des Kantonsrates des Kantons Zürich
- Seit 2005: Mitglied der Geschäftsleitung der GLP Kanton Zürich
- 2007–2011: Mitglied der Finanzkommission des Kantonsrates
- 2011–2012: Mitglied der Geschäftsleitung des Kantonsrates
- 2008–2012: Fraktionspräsident der GLP-Kantonsratsfraktion
- 2008–2011: Co-Präsident GLP Kanton Zürich
- 2011–2015: Nationalrat, Wahlen vom 23. Oktober 2011, nicht mehr gewählt in den Wahlen vom 18. Oktober 2015
- 2012–2018: Präsident GLP Kanton Zürich

### Sonstige Funktionen
Im April 2012 wurde Maier in den Vorstand der Aktion Medienfreiheit gewählt.

### Privates
Maier ist verheiratet und hat zwei Kinder. Er ist im Velosport aktiv.